# 1990 في الصومال
فيما يلي قائمة بالأحداث التي حدثت خلال عام 1990 في الصومال.

## السياسة
- الرئيس: سياد بري
- رئيس الوزراء : محمد علي سماتر (حتى 3 سبتمبر) ومحمد حواضلي مدر (ابتداء من 3 سبتمبر).[1]

## الأحداث

### يوليو
- 6 يوليو - قمع الحرس الرئاسي مظاهرات مناهضة للحكومة خلال مباراة لكرة القدم، وقتل في المواجهات 65 شخصا، وأصيب أكثر من 300 بجروح خطيرة.[2][3][4]